# Rosières, Tarn
Rosières är en kommun i departementet Tarn i regionen Occitanien i södra Frankrike. Kommunen ligger i kantonen Carmaux-Nord som tillhör arrondissementet Albi. År 2022 hade Rosières 722 invånare.

## Befolkningsutveckling
Antalet invånare i kommunen Rosières
| Referens: INSEE |